# 山口・防府地区

山口県 地域区分図
が山口・防府地区

山口・防府地区（やまぐち・ほうふちく）は山口県中部地方の呼称の一つ。旧周防国西部に位置する地域を指す。「県央地域」とも呼ばれる。なお、「山防地区」（さんぼうちく）とも呼ばれることもあるが、この呼称は中学総体や高校総体の地方ブロック予選で使われることの多い名称であり、他の事例ではあまり一般的ではない。

## 定義

### 山口・防府広域都市圏
山口県が指定する山口市・防府市を中心とした都市計画区域は、「山口・防府広域都市圏」と呼ばれる。山口県発表の2007年4月1日の推計人口は314,073人。
- 山口市
- 防府市

### 都市雇用圏
山口市および防府市を中心市とする都市雇用圏（10% 通勤圏）。一般的な都市圏の定義については都市圏を参照のこと。
| 自治体 ('80) | 1980年                 | 1990年                 | 1995年                 | 2000年                 | 2005年                 | 2010年                 | 自治体 （現在） |
| ------------ | ---------------------- | ---------------------- | ---------------------- | ---------------------- | ---------------------- | ---------------------- | --------------- |
| 旭村         | 山口 都市圏            | 山口 都市圏            | -                      | 萩 都市圏              | 萩 都市圏              | 萩 都市圏              | 萩市            |
| 秋芳町       | -                      | -                      | -                      | -                      | 山口 都市圏 31万3239人 | -                      | 美祢市          |
| 美東町       | -                      | -                      | 山口 都市圏            | 山口 都市圏            | 山口 都市圏 31万3239人 | -                      | 美祢市          |
| 阿知須町     | 宇部 都市圏            | 宇部 都市圏            | 宇部 都市圏            | 宇部 都市圏            | 山口 都市圏 31万3239人 | 山口 都市圏 32万8200人 | 山口市          |
| 阿東町       | 山口 都市圏 14万7867人 | 山口 都市圏 16万3479人 | 山口 都市圏 17万6383人 | 山口 都市圏 17万8402人 | 山口 都市圏 31万3239人 | 山口 都市圏 32万8200人 | 山口市          |
| 山口市       | 山口 都市圏 14万7867人 | 山口 都市圏 16万3479人 | 山口 都市圏 17万6383人 | 山口 都市圏 17万8402人 | 山口 都市圏 31万3239人 | 山口 都市圏 32万8200人 | 山口市          |
| 小郡町       | 山口 都市圏 14万7867人 | 山口 都市圏 16万3479人 | 山口 都市圏 17万6383人 | 山口 都市圏 17万8402人 | 山口 都市圏 31万3239人 | 山口 都市圏 32万8200人 | 山口市          |
| 徳地町       | 防府 都市圏 13万1633人 | 防府 都市圏 13万5704人 | 防府 都市圏 13万6082人 | 防府 都市圏 13万4039人 | 山口 都市圏 31万3239人 | 山口 都市圏 32万8200人 | 山口市          |
| 秋穂町       | 防府 都市圏 13万1633人 | 防府 都市圏 13万5704人 | 防府 都市圏 13万6082人 | 防府 都市圏 13万4039人 | 山口 都市圏 31万3239人 | 山口 都市圏 32万8200人 | 山口市          |
| 防府市       | 防府 都市圏 13万1633人 | 防府 都市圏 13万5704人 | 防府 都市圏 13万6082人 | 防府 都市圏 13万4039人 | 山口 都市圏 31万3239人 | 山口 都市圏 32万8200人 | 防府市          |

- 2005年10月1日：山口市と吉敷郡小郡町・秋穂町・阿知須町、佐波郡徳地町が新設合併し（新）山口市が発足。
- 2005年3月6日：萩市と阿武郡川上村・田万川町・むつみ村・須佐町・福栄村・旭村が新設合併し（新）萩市が発足。
- 2008年3月21日：美祢市と美祢郡秋芳町・美東町が新設合併し（新）美祢市が発足。
- 2010年1月16日：阿東町が山口市に編入。

## 概要
山口県が山口県内を八つの圏域に分けた内の一つの圏域。県庁所在地の山口市とその隣の商工業都市防府市を軸に構成され、地理的な位置から『県央部』『県央地域』とも呼ばれる。2005年以降は旧防府都市圏も山口都市圏に含まれ、山口県最大の都市圏となった。山口市・防府市の両市では相互（防府市から山口市へ、あるいはその逆）に通勤する姿が多く見られ、両市をつなぐ国道262号は通勤時間帯を中心に交通量が増加傾向にある。
2015年まで施行されていた山口県立高校全日制普通科の学区制では、山口・防府地区で防府学区を構成していた。
気象庁（下関地方気象台）発表の天気予報、地震情報等で用いる区域では隣接する周南・下松地区（下松市、光市、周南市）を含めて『山口県中部』と呼ばれる。また、行政のつながりとしては宇部市、萩市、美祢市、山陽小野田市、島根県津和野町とともに山口県央連携都市圏域を形成する。

### 市町村合併
平成の大合併前の山口市は日本の都道府県庁所在地の中で人口最少で、県内でも（特に経済面で）大きな求心力を持ち合わせていない（山口県#地域圏も参照）こともあって、県を中心として、この圏域の合併によって県都に人口30万人以上の中核都市を形成したいという機運が高まっていた。当初は旧山口市、防府市、旧吉敷郡3町、旧佐波郡徳地町の2市4町による合併協議会が構成されたが、特に旧小郡町と防府市の間で新市の名称や合併後の市役所本庁舎の所在地などで反目したこともあり、防府市が合併後に市政運営で主導的な立場をとれないと判断して合併協議会から離脱した経緯がある。その後、2006年（平成18年）5月に行われた防府市長選挙では山口市との合併問題が最大の争点となったが、合併に慎重な立場をとった現職の松浦正人が35,621票の得票を獲得、合併を推進する立場を取った新人（23,252票）に13,000票以上の票差で当選し、山口市と防府市との合併問題は事実上棚上げとなっている。
なお、山口市となった1市3町のうち旧徳地町は佐波川流域を同じくする防府市とのつながりが比較的深かったが、防府市との1市1町での合併（防府市からは編入合併を打診されたとされる）と、防府市以外の1市3町との新設合併を比較検討した結果、結果的に防府市以外の1市3町との合併を選択、2005年（平成17年）10月1日に合併して改めて山口市となっている（徳地地域では住民の生活面で依然として防府市とのつながりが深い）。また、同じく山口市と合併した旧阿知須町は元々宇部都市圏（厚狭地区）に含まれており、合併後の現在も宇部市とのつながりが比較的深い。
一方、阿東町ではいわゆる「平成の大合併」の際にはいずれの市長とも合併協議を行わなかった（厳密には地理的な問題もあってどこの市町からも合併協議の申し入れがなく、合併協議に「加われなかった」と見る向きが大きい）が、2007年に入り阿東町が山口市に対して合併協議を申し入れ、山口市は2008年3月に「将来の（防府市を含めた）県央中核都市を目指す合併」として、合併協議を行うことを表明し、2010年に阿東町は山口市に編入された。

## 地域メディア
- 山口ケーブルビジョン
- ぷらざFM（FMわっしょい・防府）
- サンデー山口（山口）